# I-61 (tàu ngầm Nhật)
I-61 là một tàu ngầm tuần dương  Lớp Kaidai thuộc phân lớp Kaidai IV nhập biên chế cùng Hải quân Đế quốc Nhật Bản vào năm 1929. Ngay trước Chiến tranh Thế giới thứ hai, nó bị đắm sau tai nạn va chạm với pháo hạm Kiso Maru vào ngày 2 tháng 10, 1941, khiến toàn bộ 71 thành viên thủy thủ đoàn thiệt mạng.

## Thiết kế và chế tạo

### Thiết kế
Phân lớp tàu ngầm Kaidai IV là phiên bản thu nhỏ của phân lớp Kaidai IIIA dẫn trước, chỉ trang bị bốn ống phóng ngư lôi trước mũi. Chúng có trọng lượng choán nước 1.635 tấn Anh (1.661 t) khi nổi và 2.300 tấn Anh (2.337 t) khi lặn, lườn tàu có chiều dài 97,7 m (320 ft 6 in), mạn tàu rộng 7,8 m (25 ft 7 in) và mớn nước sâu 4,83 m (15 ft 10 in). Con tàu có thể lặn sâu 60 m (197 ft) và có một thủy thủ đoàn đầy đủ bao gồm 58 sĩ quan và thủy thủ.
Chiếc tàu ngầm trang bị hai động cơ diesel 3.400 mã lực phanh (2.535 kW), mỗi chiếc vận hành một trục chân vịt. Khi lặn, mỗi trục được vận hành bởi một động cơ điện 900 mã lực (671 kW). Con tàu có thể đạt tốc độ tối đa 20 hải lý trên giờ (37 km/h; 23 mph) khi nổi và 8,5 hải lý trên giờ (15,7 km/h; 9,8 mph) khi lặn. Khi Kaidai IV di chuyển trên mặt nước nó đạt tầm xa hoạt động 10.800 hải lý (20.000 km; 12.400 mi) ở tốc độ 10 hải lý trên giờ (19 km/h; 12 mph), và có thể lặn xa 60 nmi (110 km; 69 mi) ở tốc độ 3 hải lý trên giờ (5,6 km/h; 3,5 mph).
Lớp Kaidai IV có tổng cộng sáu ống phóng ngư lôi 53,3 cm (21,0 in), gồm bốn ống trước mũi và hai ống phía đuôi, và mang theo tổng cộng 14 quả ngư lôi. Chúng cũng trang bị một 120 mm (4,7 in)/45 caliber trên boong tàu cùng một súng máy 7,7 mm.

### Chế tạo
I-61 được đặt lườn tại xưởng tàu của hãng Mitsubishi tại Kobe vào ngày 15 tháng 11, 1926. Nó được hạ thủy vào ngày 12 tháng 11, 1927, rồi hoàn tất và nhập biên chế vào ngày 6 tháng 4, 1929.

## Lịch sử hoạt động

### 1929 – 1941
Vào ngày nhập biên chế, I-61 được phân về Quân khu Hải quân Sasebo, và nó cùng tàu ngầm chị em I-62 hợp thành Đội tàu ngầm 29 vào ngày 24 tháng 4, 1929, và phối thuộc cùng Quân khu Hải quân Sasebo.
Đội tàu ngầm 29 được điều động sang Hải đội Tàu ngầm 1 trực thuộc Đệ Nhất hạm đội, thuộc thành phần Hạm đội Liên hợp, vào ngày 1 tháng 12, 1930. I-61 được cho xuất biên chế và đưa về thành phần dự bị vào ngày 11 tháng 1, 1932, và Đội tàu ngầm 29 được chuyển sang Đội phòng vệ Sasebo trực thuộc Quân khu Hải quân Sasebo vào ngày 10 tháng 11, 1932, rồi sang Hải đội Tàu ngầm 2 trực thuộc Đệ Nhị hạm đội, thuộc thành phần Hạm đội Liên hợp vào ngày 15 tháng 11, 1933. Nó nhập biên chế trở lại vào ngày 1 tháng 6, 1934. Vào ngày 27 tháng 9, 1934, nó rời Ryojun, Mãn Châu để cùng các tàu ngầm I-56, I-57, I-58, I-62, I-64, I-65, I-66 và I-67 thực hiện chuyến đi huấn luyện ngoài khơi Thanh Đảo, Trung Quốc. Sau khi hoàn tất, cả chín chiếc tàu ngầm đều quay về Sasebo, Nhật Bản vào ngày 5 tháng 10, 1934.
Vào ngày 7 tháng 2, 1935, I-61 khởi hành từ Sasebo cùng tám tàu ngầm khác thuộc Hải đội Tàu ngầm 2: I-53, I-54, I-55, I-59, I-60, I-62, I-63, và I-64 cho chuyến đi huấn luyện tại khu vực quần đảo Kuril. Chuyến đi kết thúc khi họ đến vịnh Sukumo, Shikoku vào ngày 25 tháng 2, 1935. Chín chiếc tàu ngầm đã rời Sasebo vào ngày 29 tháng 3, 1935 để huấn luyện tại vùng biển Trung Quốc, và quay trở lại Sasebo vào ngày 4 tháng 4, 1935.   Đội tàu ngầm 28 được điều sang Hải đội Tàu ngầm 1 trực thuộc Đệ Nhất hạm đội vào ngày 15 tháng 11, 1935.
Vào ngày 1 tháng 12, 1936, I-61 được điều động quay trở lại Hải đội Tàu ngầm 2 trực thuộc Đệ Nhị hạm đội, và đến ngày 15 tháng 12, 1938 được chuyển sang Trường tàu ngầm tại Kure. Vào ngày 11 tháng 3, 1939, nó bị hư hại do tai nạn va chạm với tàu khu trục Yakaze ngoài khơi Mitajiri. Nó được cho xuất biên chế và đưa về Hạm đội Dự bị 3 tại Quân khu Hải quân Sasebo, có thể vào ngày 15 tháng 11, 1939 hoặc ngày 20 tháng 3, 1940.
I-61 được cho nhập biên chế trở lại vào ngày 15 tháng 4, 1940, và gia nhập Hải đội Tàu ngầm 5 trực thuộc Hạm đội Liên hợp vào ngày 15 tháng 11. Đến ngày 8 tháng 1, 1941, nó gặp tai nạn va chạm với pháo hạm Kōshū Maru về phía Nam mũi Ashizuri.

### Bị mất
Vào ngày 2 tháng 10, 1941, với Tư lệnh Đội tàu ngầm 29 trên tàu, I-61 rời Sasebo để cùng tàu tiếp liệu tàu ngầm Rio de Janeiro Maru đi đến điểm tập trung hạm đội tại Murokusumi ngoài khơi Yamaguchi. Tại eo biển Koshiki vào chiều tối hôm đó, pháo hạm Kiso Maru nhận định nhầm đèn hoa tiêu của I-61 phía sau Rio de Janeiro Maru là của một tàu nhỏ hơn và ước lượng sai khoảng cách vượt phía sau I-61, nó húc phải I-61 lúc khoảng 23 giờ 21 phút, và chiếc tàu ngầm đắm nhanh chóng với tổn thất nhân mạng toàn bộ 71 thành viên thủy thủ đoàn trên tàu.
Xác tàu đắm của I-61 được trục vớt vào ngày 20 tháng 1, 1942 hoặc trong tháng 2, 1942 và nó bị tháo dỡ trong năm 1942.  Tên nó được rút khỏi đăng bạ hải quân vào ngày 1 tháng 4, 1942.